# Honoré Flaugergues
Pour les articles homonymes, voir Flaugergues.
Honoré Flaugergues (Viviers, 16 mai 1755 – Viviers, 26 novembre 1830) est un astronome et magistrat français.
Il est principalement connu pour la découverte de la grande comète de 1811. 

## Biographie
Juge de paix dans sa ville natale de Viviers qu'il ne quitte qu'à quelques brèves occasions, Pierre Gilles Antoine Honoré Joseph Flaugergues est un autodidacte et un scientifique amateur accompli. Il rédige un rapport concernant la santé des ouvriers travaillant dans les fabriques d'étoffes, Observations sur l'influence des travaux relatifs à la fabrication des étoffes de laine sur la santé des ouvriers qui y travaillent dans les manufactures de Viviers en Vivarais, qui sera transmis et lu devant l'Assemblée Royale de médecine en 1779.
Il se marie avec Marianne Rieu en 1792 et a une fille.
Sa vue baisse à mesure qu'il vieillit, rendant plus difficiles ses observations astronomiques.
Il meurt quelques mois après la Révolution de 1830, à l'occasion de laquelle il affirme ses opinions républicaines.

## Travaux scientifiques
Flaugergues s'est consacré à la science en amateur, il a en particulier pratiqué l'astronomie, la météorologie, la chimie, les mathématiques, la physique, l'archéologie et l'optique. On lui compte au total 130 publications dans ces domaines.

### Astronomie
C'est en tant qu'astronome qu'il reste le plus connu, notamment après avoir été le premier à découvrir la « Grande comète de 1811 » (C/1811 F1) désignée "comète impériale" par Napoléon. Il est également célèbre pour avoir découvert les nuages de poussière de Mars. En 1809, alors qu'il tente de mesurer la période de rotation de la planète Mars en chronométrant les réapparitions régulières de taches jaunes qui lui servaient de repère, il remarque de légères incohérences dans les observations, qui l'amènent à penser que ce qu'il observe ne se situe pas à la surface de Mars mais est en mouvement dans son atmosphère ; ce que plus tard, l'on interprétera définitivement comme étant des tempêtes de poussière locales. L'attribution de cette découverte à Flaugergues reste toutefois controversée, certaines sources estimant qu'avec sa lunette astronomique de 13,4 m de focale et un grossissement de 90 fois, il n'aurait pas pu observer un tel phénomène.
Flaugergues est resté toute sa vie un astronome amateur, refusant plusieurs postes dans des observatoires alors en cours de création pour rester à Viviers. Ses travaux sont néanmoins de premier ordre et ses lettres nombreuses, ce qui permet d'avoir une bonne idée de l'évolution de ses méthodes de travail et de ses intérêts.
Les observations astronomiques de Flaugergues commencent le 12 novembre 1782 et il se fait construire un observatoire près de chez lui en 1786; il observe le ciel durant toutes les nuits où le ciel est dégagé. Son équipement comprend plusieurs lunettes et télescopes ainsi que des pendules et sextants, plusieurs appareils sont fournis par le Bureau des longitudes. Il s'intéresse au calcul des latitudes et longitudes, De Zach dit d'ailleurs à propos de ses travaux que « la longitude de Viviers est une des mieux établies en France ». Il a également étudié les taches solaires, et a noté l'observation de 2 050 d'entre elles tout au long des cycles solaires 4, 5 et 6.
Il a une correspondance régulière avec de nombreux astronomes de son temps, parmi lesquels Méchain, Lalande, De Zach, Delambre, Laplace, Le Monnier, Messier, Olbers ou encore Pingré.

### Archéologie
Plus tard, il organise les premières campagnes de fouilles archéologiques à Alba-la-Romaine, en 1819-1821.

## Hommages
- Une place de Viviers - sur laquelle se trouve notamment l'Hôtel particulier de Noël Albert, rappelle son souvenir.
- À l'occasion du bicentenaire de la découverte de la comète de 1811, la bibliothèque de Viviers fait l'acquisition d'un manuscrit de Flaugergues[2].
- On a également donné son nom au cratère Flaugergues sur la planète Mars[2].